# Anànino
Anànino (en rus: Ананьино) és un poble del krai de Perm, a Rússia, que en el cens del 2010 tenia 568 habitants. Es troba a 12 km al nord de Txernuixka.